# Mycetophila zetterstedtii
Mycetophila zetterstedtii är en tvåvingeart som beskrevs av Lundstrom 1906. Mycetophila zetterstedtii ingår i släktet Mycetophila och familjen svampmyggor. Arten är reproducerande i Sverige. Inga underarter finns listade i Catalogue of Life.